# 远东州
远东州是1922年11月15日至1926年1月4日苏联俄罗斯苏维埃社会主义联邦共和国在远东太平洋地区的行政区划。州府在赤塔，1924年迁哈巴罗夫斯克。

## 历史
随着日本干涉军退出俄罗斯远东大陆国土，红军于1922年10月消灭白卫军解放符拉迪沃斯托克，苏俄国内战争结束。1922年11月15日，远东共和国正式加入苏联，原管辖范围成立远东州。
远东州管辖范围包括贝加尔湖以东、外兴安岭以南、太平洋沿岸。 
1923年5月30日，西伯利亚边疆区蒙古布里亚特自治州（1922年1月9日成立，管辖贝加尔湖以西的布里亚特居民，州府设在伊尔库茨克）与远东州下辖的布里亚特蒙古自治州（1921年4月27日远东共和国制宪会议通过宪法，允许布里亚特民族自治，管辖贝加尔湖以东的布里亚特居民，州府设在上乌丁斯克，当时由布里亚特上层王公贵族把持政权，直至1922年10月联共(布)外贝加尔省委布里亚特局的党员才逐渐进入自治州管理局）合并为布里亚特苏维埃社会主义自治共和国，直属于俄罗斯苏维埃社会主义联邦共和国。
1923年10月，远东州撤销了下设的阿穆尔沿岸州（划给滨海省）与贝加尔沿岸州(大部分划给布里亚特苏维埃社会主义自治共和国，小部分划给外贝加尔省）。
1925年签订《苏日基本条约》后，苏联收回了北萨哈林岛，远东局势缓和。1926年1月4日远东州改为远东边疆区。远东州原辖滨海省、外贝加尔省、阿穆尔省、勘察加省的四个省一并撤销。